# The Next Step (Band)
The Next Step ist ein 1999 gegründetes Schlagwerk-Ensemble aus Tirol, die vor allem für Uraufführungen von zeitgenössischen Kompositionen bei Veranstaltungen wie den Klangspuren in Schwaz, dem Bozner Festival Transart oder dem Festival Valgardena Musika bekannt ist. The Next Step spielten bei ihren Auftritten bereits gemeinsam mit bekannten Künstlern wie Evelyn Glennie, Terry Bozzio, Magnus Lindberg und DJ Spooky sowie arbeiteten mit Komponisten wie Helmut Lachenmann oder György Kurtág zusammen.

## Diskografie
- 2001: First Steps
- 2004: Point of View
- 2004: Innfusion
- 2008: the next step show live (DVD)
- 2008: bacchanal